# 金素雲
金 素雲（きん そうん、キム ソウン、1907年1月5日 - 1981年11月2日）は、韓国釜山出身の詩人、随筆家、翻訳家、文学者、朝鮮文化研究者。本名は金 教重（キム キョジュン）、筆名は鉄 甚平（てつ・じんぺい）。号は巣雲、三誤堂。1920年に来日、北原白秋にみとめられ、日本人に朝鮮の民謡・童謡・歴史を紹介する。

## 経歴
出生から修学期
1907年、韓国釜山で生まれた。1920年、日本統治下の朝鮮半島から日本内地へ渡り、開成中学校夜間部に入学。しかしながら同校を中退し、帝国通信（共同通信の前身）記者となった。
日本での文学活動開始
1927年、白鳥省吾が主宰する雑誌『地上の楽園』に「朝鮮農民歌謡」を連載して詩壇に認められた。1928年以後、北原白秋や岩波茂雄の後援で『朝鮮民謡集』『朝鮮童謡選』『朝鮮詩集』などを刊行。朝鮮文化に疎かった（というよりほとんど実情を知らなかった）日本の知識人に衝撃を与えた。萩原朔太郎とも親交を結んだ。1945年2月に朝鮮半島へ戻った。
戦後
朝鮮戦争の最中の1952年、ローマで開催された国際ペンクラブに出席の途中、日本に立ち寄った際の発言がもとで韓国政府により帰国の途を閉ざされた。そのため以後14年間日本に滞在し、室生犀星などと交友を深めた。自伝『天の涯に生くるとも』がある。
1981年に釜山広域市で死去。

## 受賞・栄典
- 1974年：大韓民国銀冠文化勲章を受章。
- 1981年：梅原猛を代表とする日本文化デザイン会議から国際文化デザイン大賞を受賞。

## 研究内容・業績
朝鮮文化と伝統の美を日本人に知らせることに生涯を捧げた。様々な民話や民間伝承を紹介し、中でも『諺文朝鮮口伝民謡集』(1933年)は、現在では韓国語（ハングル）の方言研究の貴重資料となっている。
金素雲賞
東京大学教授・芳賀徹や小堀桂一郎と親しく、死後その印税は東京大学比較文学会に寄贈され、これを基金として金素雲賞が設けられた。同賞は東アジア比較文学の業績に授与されており、第1回は上垣外憲一が受賞したが、以後はもっぱら韓国・中国からの留学生に与えられている。

## 家族・親族
- 先妻の子：北原綴は詩人・作家。『詩人・その虚像と実像　父-金素雲の場合』がある。
- 後妻：金韓林
- 孫：沢知恵（祖母は後妻・金韓林）は歌手。なお、両親は共に牧師。

## 著作
著書
- 『朝鮮民謡集』泰文館、1929年。
- 『朝鮮童謡選』岩波書店〈岩波文庫〉、1933年。
- 『朝鮮民謡選』岩波書店〈岩波文庫〉、1933年。
- 『朝鮮口伝民謡集』第一書房、1933年。
- 『乳色の雲 朝鮮詩集』河出書房、1940年。
- 『恩田木工』天佑書房、1942年。
- 『三韓昔がたり』學習社、1942年。
- 『青い葉つぱ』三學書房、1942年。
- 『朝鮮詩集 前・中期』興風館、1943年。
- 『朝鮮史譚』天佑書房、1943年。
- 『馬耳東風帖』高麗書籍、1952年。
- 『ろばの耳の王さま 韓国昔話』講談社、1953年。
- 『朝鮮詩集』創元社、1953年。
- 『ネギをうえた人 朝鮮民話選』岩波少年文庫、1954年。
  - 改版1987年、新版2001年
- 『朝鮮詩集』岩波文庫、1954年。のち改版
- 『恩讐三十年』ダヴィッド社、1954年。
- 『希望はまだ棄てられない』河出新書、1955年。
- 『三誤堂雜筆』進文社、1955年。
- 『アジアの四等船室』大日本雄弁会講談社、1956年。
- 『端宗六臣』コリアン・ライブラリー、1957年。
- 『民族の日蔭と日向』コリアン・ライブラリー、1957年。
- 『精解韓日辞典』徽文出版社、1968年。
- 『日本という名の汽車』冬樹社、1974年。
- 『近く遥かな国から』新潮社、1979年。
- 『こころの壁 金素雲エッセイ選』サイマル出版会、1981年。
- 『霧が晴れる日 金素雲エッセイ選2』サイマル出版会、1981年。
- 金素雲 訳『未堂・徐廷柱詩選-朝鮮タンポポの歌』冬樹社、1982年。
- 金素雲 著、上垣外憲一・崔博光 訳『天の涯に生くるとも』新潮社、1983年。
  - 文庫化 講談社学術文庫 1989年
- 金素雲 著、小堀桂一郎 編『三韓昔がたり』講談社〈講談社学術文庫〉、1985年。
- 金素雲 著、小堀桂一郎 編『朝鮮史譚』講談社〈講談社学術文庫〉、1986年。

## 金素雲に関する研究
- 林容沢『金素雲『朝鮮詩集』の世界―祖国喪失者の詩心』中央公論新社〈中公新書〉、2000年10月。ISBN 4121015568。
- 東大比較文学会 編『特集 金素雲』すずさわ書店〈比較文学研究〈第79号〉〉、2002年2月。ISBN 4795401667。

## 金素雲が登場する作品
- 岡松和夫「詩人の妻」『楠の森』所収